# Франциск-Ян Залуський

Герб Юноша.

Франци́ск-Я́н Залу́ський (пол. Franciszek Jan Załuski; 1660 — 17 листопада 1735) — державний, політичний і військовий діяч Речі Посполитої. Представник шляхетського роду Залуських гербу Юноша. Воєвода чернігівський (1695—1717) і плоцький (1719—1735), сенатор. Львівський хорунжий (1694). Войницький каштелян (1694—1695). Люблінський староста (1711—1718). Син равського воєводи Олександра Залуського й Катерини Олшовської. 1710 року отримав від брата Андрія-Хризостома палац у Фалентах. 1733 року підписав елекцію Станіслава Лещинського. Одружувався двічі: перший раз – із Дортою де Рівере з Фландрії, другий раз – із Теофілою Ваповською. 1726 року нагороджений Орденом Білого Орла.